# A Sister to Assist 'Er (1927)
A Sister to Assist 'Er é um filme de comédia mudo britânico de 1927, dirigido por George Dewhurst, estrelado por Mary Brough, Polly Emery e Humberston Wright.
Foi baseado na peça homônima de John le Breton.

## Elenco
- Mary Brough ... Sra. May
- Polly Emery ... Sra. Mull
- Humberston Wright ... Sra. Mull
- A. Bromley Davenport ... Jim Harris
- Alf Goddard ... Sailor
- Jack Harris ... Alf